# Sterallures
Sterallures was een Nederlands televisieprogramma van de AVRO dat vanaf november 1972 tot mei 1973 eenmaal per 4 weken op zondagavond werd uitgezonden en werd gepresenteerd door de van de VARA afkomstige Sonja Barend samen met Guus Oster. Het was een groots opgezet showprogramma waarin sterrenbeelden het uitgangspunt waren. In het programma vonden gesprekken met bekende of minder bekende Nederlanders plaats waarin onder meer hun horoscoop werd gelezen. Ook waren er optredens van artiesten.
Lang heeft het programma niet bestaan en werd niet het succes dat men er van verwacht had. Het programma werd opgevolgd door het programma Een leven in beeld waarin met één gast over zijn of haar leven werd gepraat wat sterk leek op Dit is uw leven en In de hoofdrol.